# Kübra Akman

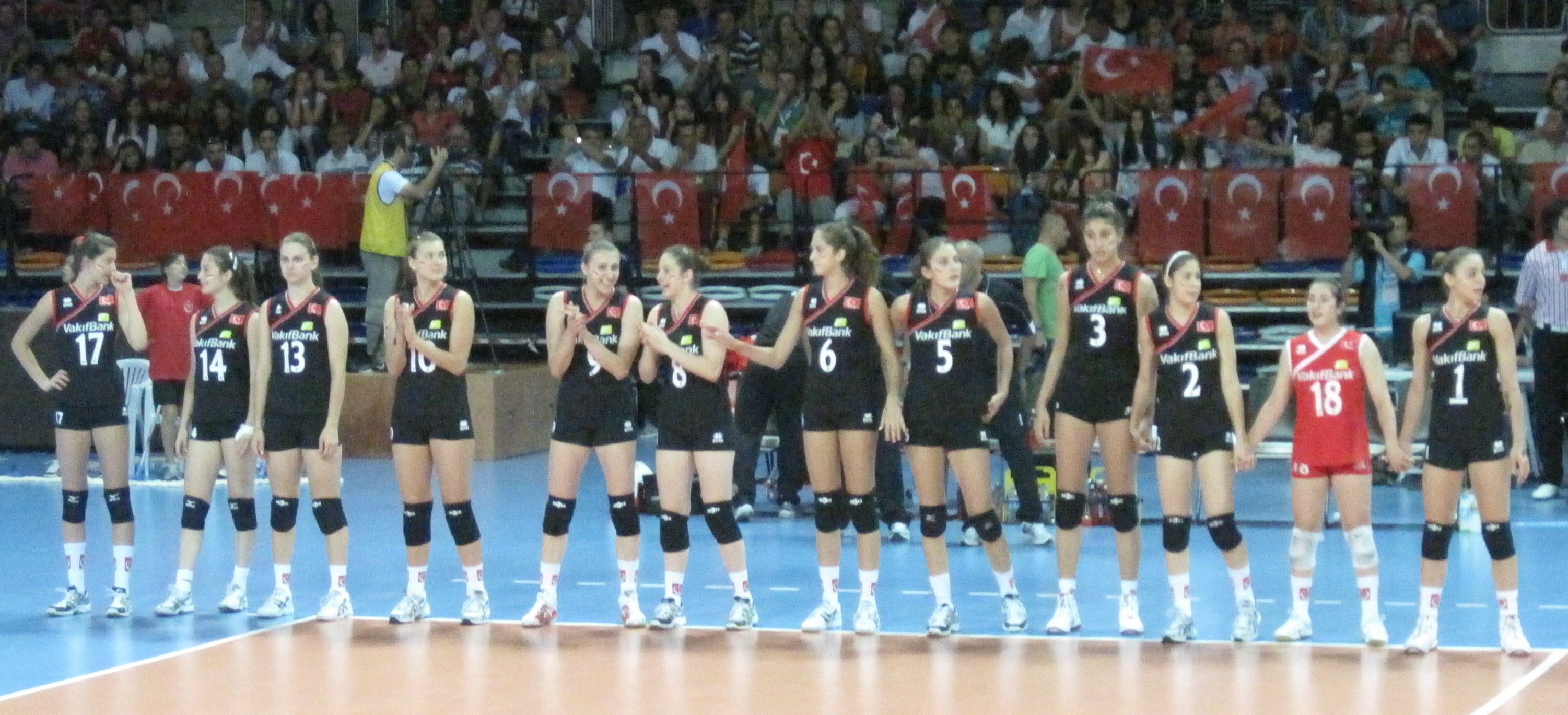
Akman (dorsal número 3) amb la selecció nacional turca juvenil, campiona del món 2011.

Kübra Akman (İznik, Bursa, 13 d'octubre de 1994) és una jugadora de voleibol turca, integrant de la selecció turca juvenil de voleibol femení i campiona del món 2011. Akman juga al VakıfBank SK des del 2012. Ha rebut medalla d'or com a integrant d'aquest equip en la FIVB Copa del Món 2013. Kübra Akman va ser triada Most Valuable Player de les finals del 2014 CEV Volleyball European League on Turquia fou campiona. El 2015 també ha estat membre del "Dream Team" mondial. En una entrevista, Akman diu que se sent com una font d'orgull per a la seva família.